# Altranstädt
Altranstädt är en ort och stadsdel i staden Markranstädt i Tyskland, belägen i Landkreis Leipzig i förbundslandet Sachsen, cirka 14 kilometer sydväst om Leipzig.  Orten är sedan 2006 en del av Markranstädt och tillhörde dessförinnan kommunen Grosslehna 1950-2006.

## Historik
Byn Altranstädt köptes 1190 av cistercienserklostret Altzella och förblev i klostrets ägo till år 1540. I samband med  reformationen gjordes Altranstädt till ett sekulärt riddargods. År 1620 uppfördes slottet i tre våningar i anslutning till kyrkan.
Orten är historiskt känd för freden i Altranstädt 1706 mellan den svenske kungen Karl XII och den polske kungen August den starke. Karl XII hade sitt högkvarter här 1706–1707 och besöktes av många europeiska militärer och statsmän, bland andra hertigen av Marlborough, som ville förmå Karl XII att inte blanda sig i västeuropeiska konflikter.
I Altranstädt förhandlades även den religionsuppgörelse som undertecknades 1 september påföljande år i Liebertwolkwitz, den för den protestantiska sidan symboliskt viktiga Altranstädtkonventionen. Här avtvingades den tysk-romerska kejsaren Josef I en försäkran om att protestanterna i Schlesien på nytt skulle garanteras de rättigheter som de fått i Westfaliska freden. Protestanterna återfick även 117 kyrkor, som i strid med Westfaliska freden berövats dem av katolikerna.
Kyrkan byggdes om år 1745. Administrativt tillhörde Altranstädt kungariket Sachsen till 1815. Därefter låg orten i den preussiska provinsen Sachsen. I april 1945 befriades orten av amerikanska trupper men kom sedan att införlivas med den sovjetiska ockupationszonen i Tyskland och Östtyskland 1949-1990. Från 1952 hörde orten till Bezirk Leipzig men efter Tysklands återförening låg orten åter i Sachsen. Slottet hade under den östtyska tiden använts för bostäder och ett litet museum. År 2002 grundades föreningen Förderverein Schloss Altranstädt med syftet att upprätthålla, sanera och använda slottet.

## Bilder

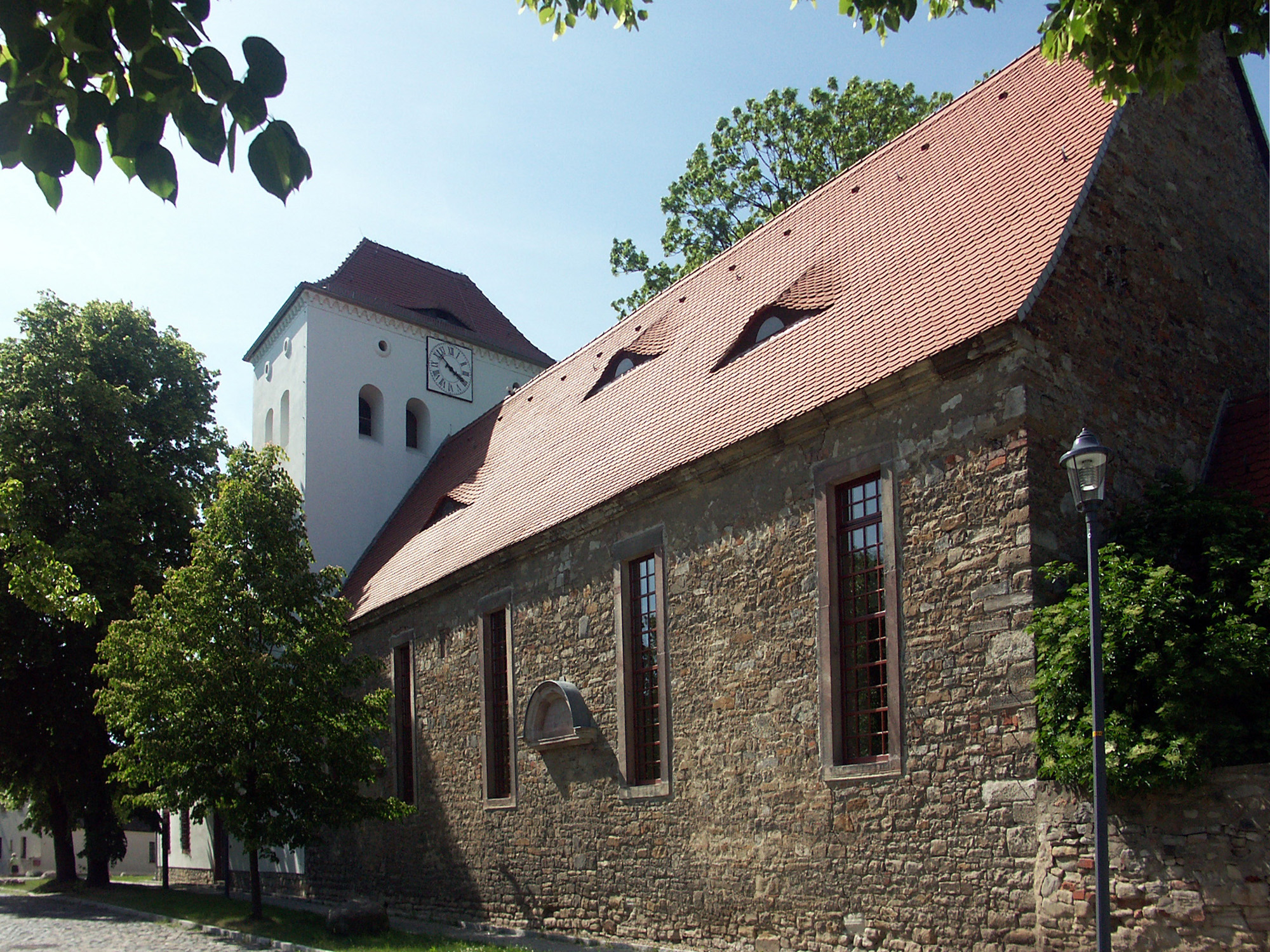
Kyrkan i Altrandstädt
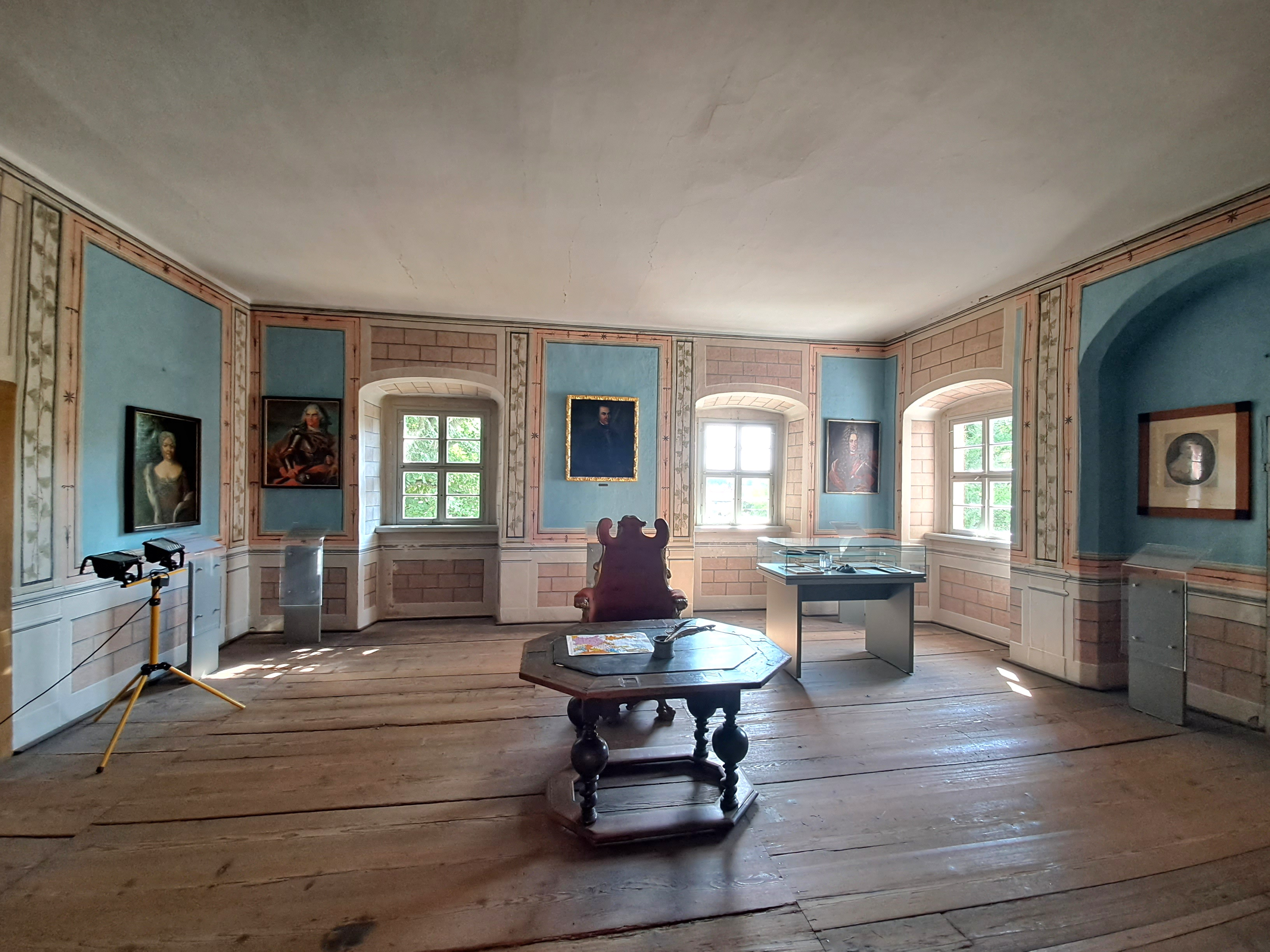
Fredsrummet i slottet
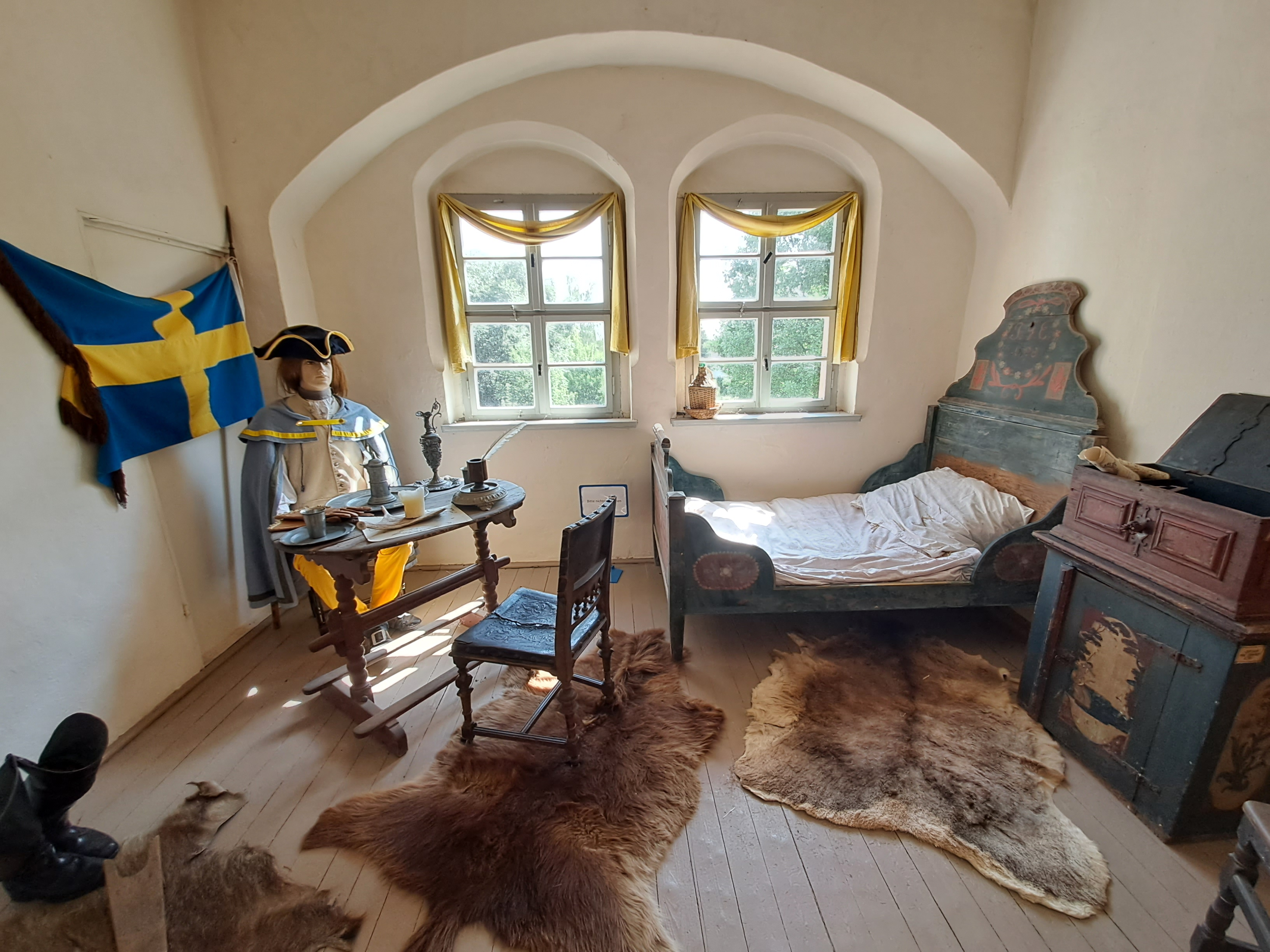
Karl XII:s sovrum i slottet
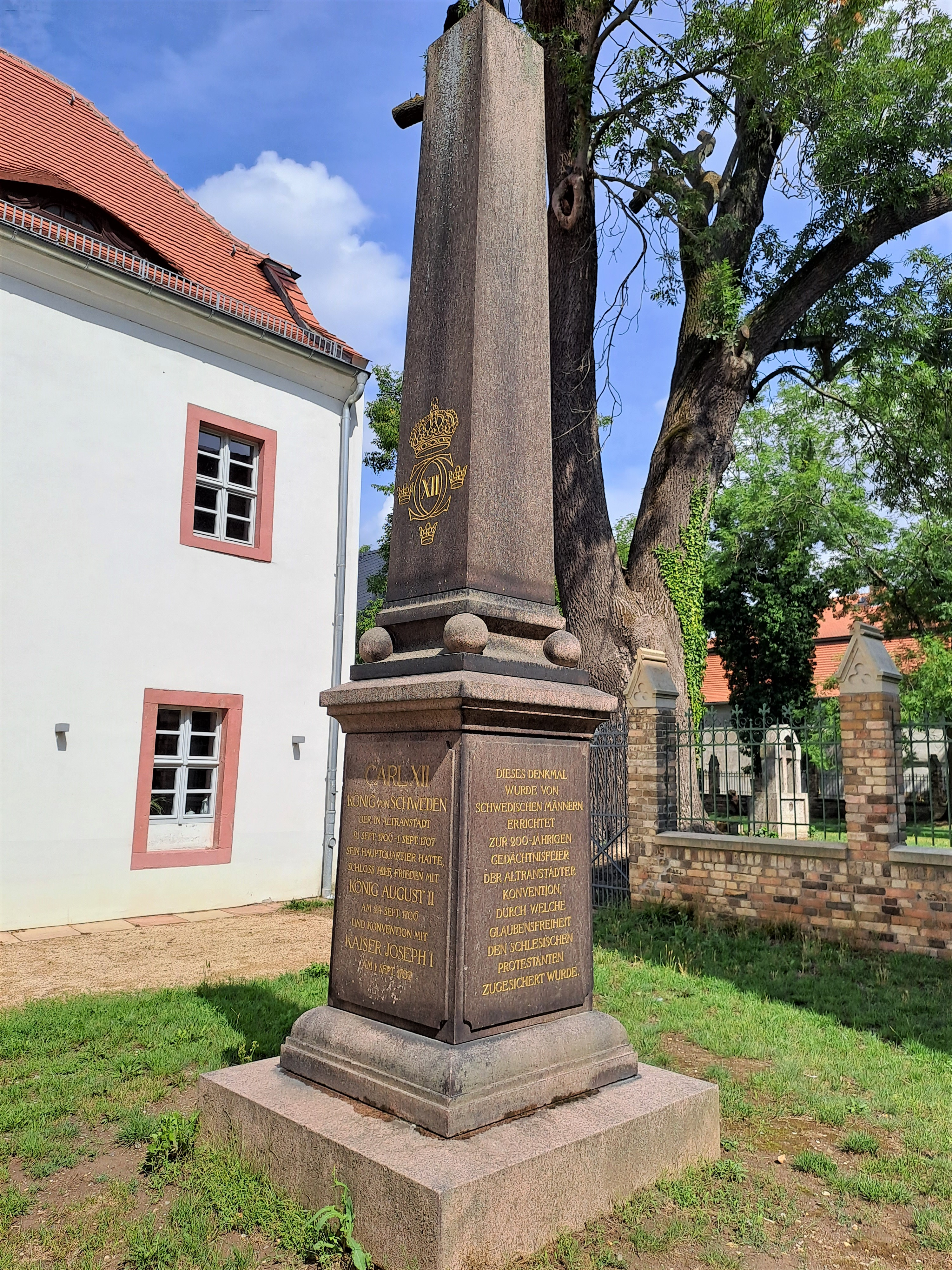
Minnesmärke över freden i Altranstädt 1706
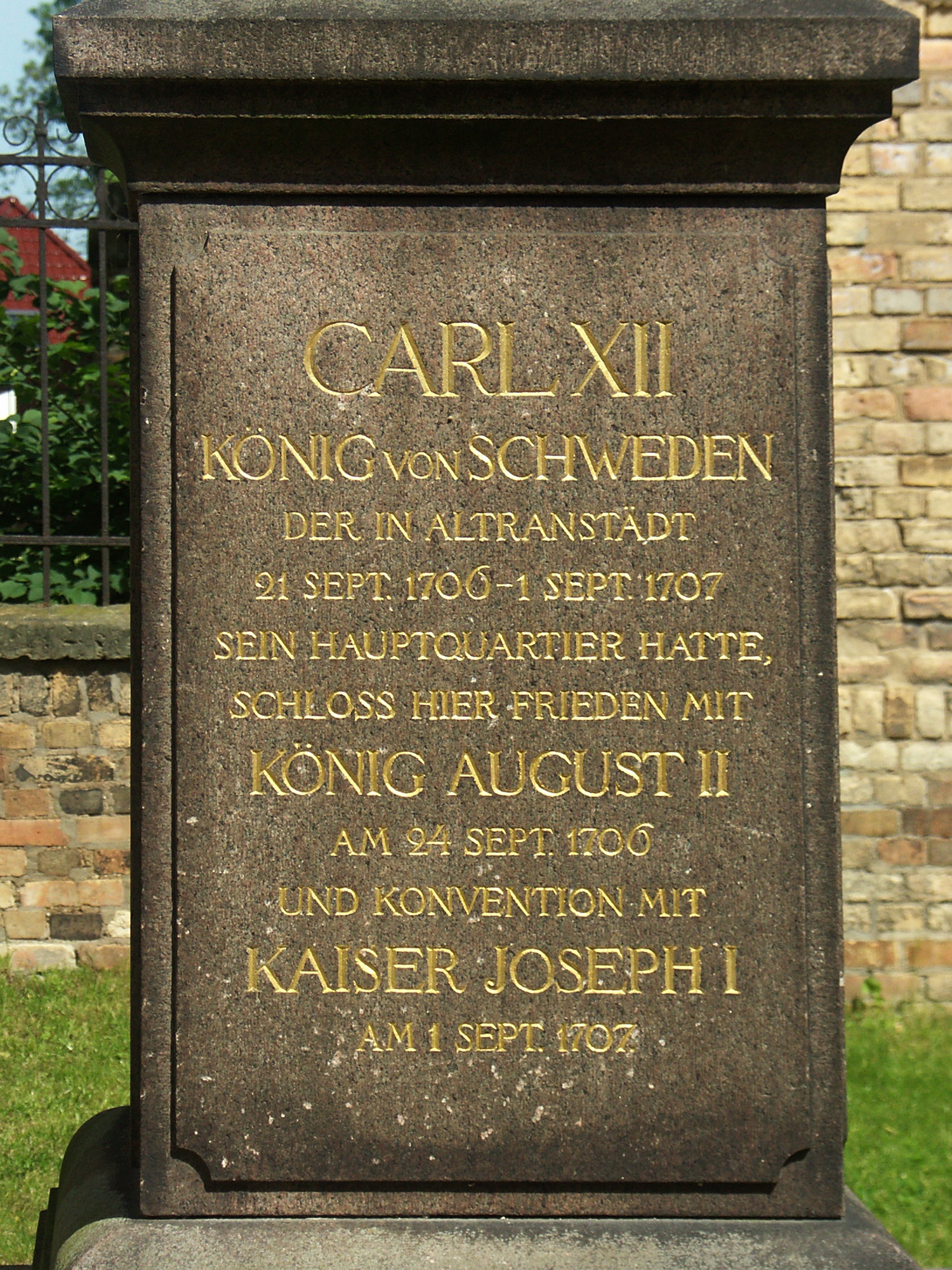
Obeliskens inskription